# Michel-François Calmelet
Michel-François Calmelet (* 1782 in Langres; † 28. Januar 1817 in Pisa) war ein französischer Ingenieur.
Calmelet, Sohn eines Richters, besuchte ab 1798 die École polytechnique und im Jahre 1800 wurde er als Bergbauschüler angenommen. 1802 wurde er nach Pesey auf die Schule geschickt und beschäftigte sich dort hauptsächlich mit Metallurgie. Nachdem er im Jahre 1805 zum „Ingénieur des Mines“ ernannt worden war, wurde er 1807 mit der Aufsicht über das Saarrevier betraut. Er hat 1809 und 1810 mit Louis-Antoine Beaunier unter der Leitung von Jean Baptist Duhamel große Einebnungen und Vermessungen im Saarkohlebecken durchgeführt und es in Konzessionsbezirke eingeteilt. Weil er diese Arbeit hervorragend ausgeführt hatte, wurde er im Dezember 1810 so jung zum „Ingénieur en Chef“ ernannt, wie es noch niemand vor ihm war. Er starb am 28. Januar 1817 in Pisa an einer Lungenerkrankung.
siehe auch: Bergbau im Saarland